# 1749
1749 (MDCCXLIX) je bilo navadno leto, ki se je po gregorijanskem koledarju začelo na sredo, po 11 dni počasnejšem julijanskem koledarju pa na nedeljo.

## Dogodki
- 1. januar

## Rojstva
- 23. marec - Pierre-Simon Laplace, francoski matematik, fizik, astronom († 1827)
- 17. maj - Edward Jenner, angleški zdravnik († 1823)
- 28. avgust - Johann Wolfgang von Goethe, nemški pisatelj, humanist, filozof († 1832)
- 19. september - Jean Baptiste Joseph Delambre, francoski matematik, astronom, geometer, zgodovinar astronomije († 1822)
- 17. november - Nicolas Appert, francoski kuhar, slaščičar († 1841)

## Smrti
- 6. december - Pierre Gaultier de Varennes, Sieur de La Vérendrye, francosko-kanadski častnik, trgovec s krznom, raziskovalec (* 1685)
- 11. maj - Catharine Trotter Cockburn, angleška pisateljica in filozofinja (* 1679)